# هاش

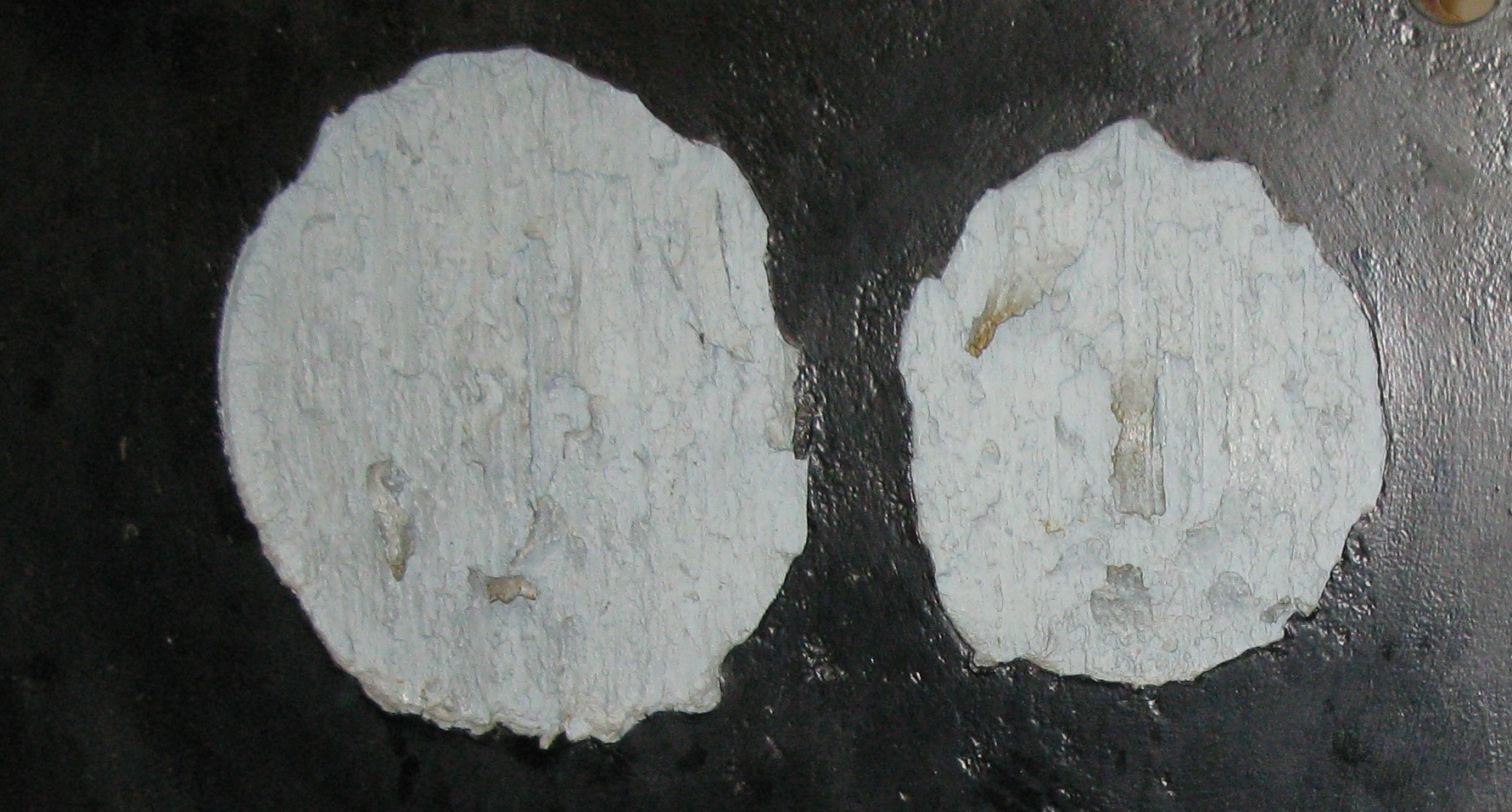
مثال على spalling الأضرار الناجمة عن HESH.

High-explosive squash head ( تختصر HESH هاش ) هو نوع من الذخيرة المتفجرة التي تكون فعالة ضد دروع الدبابات وهي مفيدة أيضًا ضد المباني. تم إرساله بشكل رئيسي من قبل الجيش البريطاني باعتباره القذيفة المتفجرة الرئيسية من دبابات القتال الرئيسية خلال الحرب الباردة. كما تم استخدامها من قبل القوات العسكرية الأخرى، بما في ذلك ألمانيا والهند وإسرائيل والسويد. في الولايات المتحدة، يُعرف باسم HEP، بـ «البلاستيك شديد الانفجار».

## التاريخ

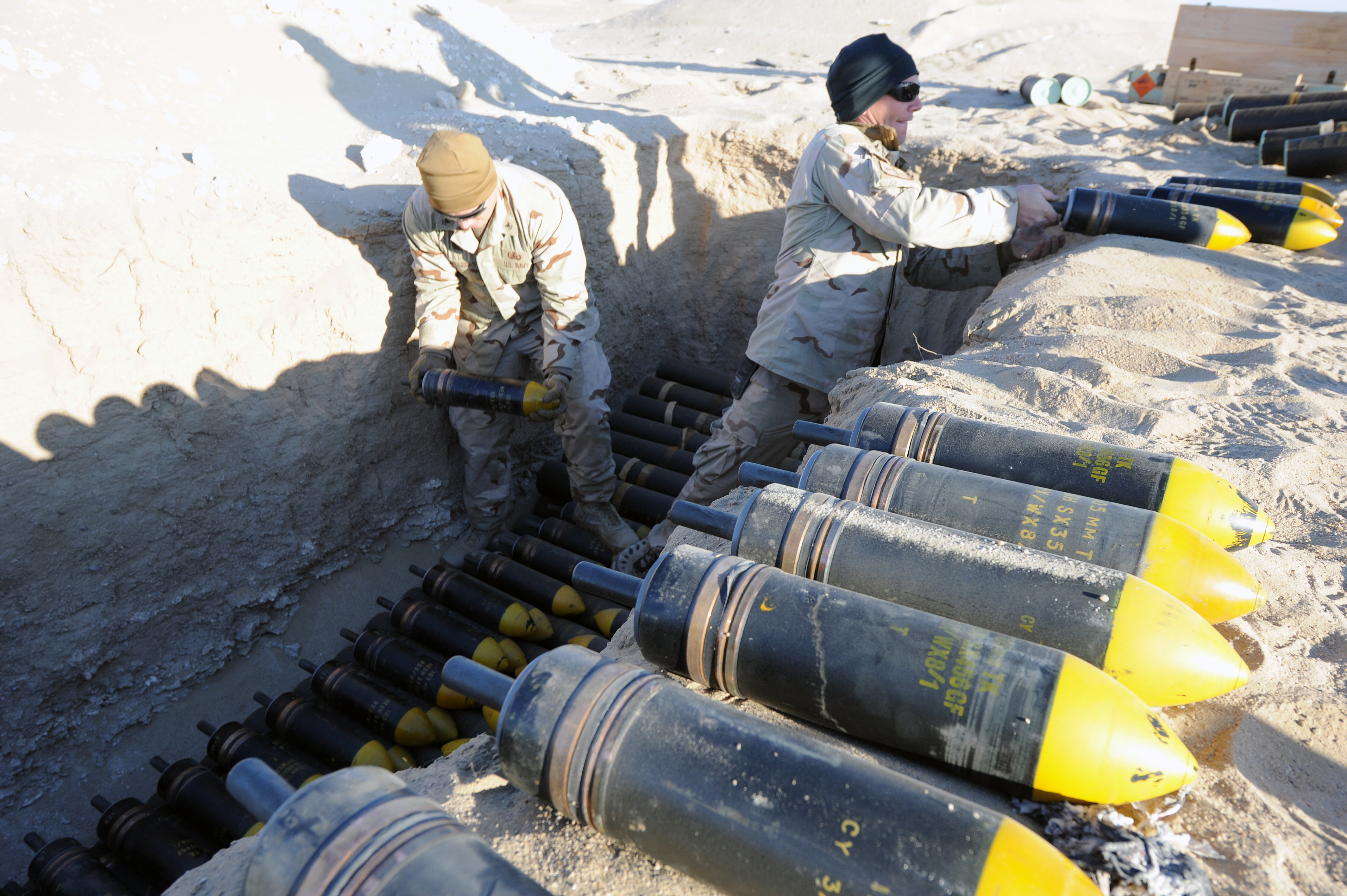
طلقة HESH 105 ملم يتم إعدادها للتخلص من قبل البحرية الأمريكية، 2011

تم تطويره HESH على يد دينيستون بورني في الأربعينات للمجهود الحربي البريطاني، في الأصل باعتبارها ذخيرة مضادة للتحصينات "wallbuster" لاستخدامها ضد الخرسانة.
تم العثور على HESH لتكون فعالة بشكل مدهش ضد الدروع المعدنية، على الرغم من أن البريطانيين لديهم بالفعل أسلحة فعالة باستخدام الحرارة، مثل PIAT. نافست قذائف HESH لبعض الوقت لقذائف HEAT الأكثر شيوعًا، ومرة أخرى مع بنادق عديمة الارتداد كأسلحة المشاة، وكان فعالًا ضد الدبابات مثل الموديلات السابقة من تي-55 وتي-62.